# واکین چائو
واکین چائو (انگلیسی: Wakin Chau) بازیگر، ترانه‌سرا و خواننده اهل هنگ کنگ است.
از فیلم‌هایی که وی در آن‌ها نقش داشته است، می‌توان به ابرپلیس ۲، جنجال در شهر، آقای نازنین، چیزی خوبه که پایانش خوبه ۱۹۹۷ و مبارز همه‌فن‌حریف اشاره نمود.